# Parti de la Constitution (États-Unis)
Pour les articles homonymes, voir Parti de la Constitution.
Le Parti de la Constitution (en anglais : Constitution Party) est un parti politique américain, fondé en 1990 sous le nom de Parti des contribuables (US Taxpayers Party). Il a pris son nom actuel en 1999.
Le Parti de la Constitution est l'un des principaux partis minoritaires aux États-Unis revendiquant 366 000 membres, pour la plupart habitant la Californie et le Nevada. Plusieurs de ses militants ou de ses sympathisants, à l'instar de Pat Buchanan, sont, ou ont été, des membres du Parti républicain.
De tradition paléoconservatrice, le parti revendique être un parti « conservateur » mais plusieurs observateurs politiques ont tendance à le classer à l'extrême droite pour son nationalisme, son populisme et son opposition à la mondialisation.
Le Parti de la Constitution ne dispose pas d'élus nationaux hormis un seul parlementaire, Rick Jore, membre de la chambre des représentants du Montana depuis janvier 2007.

## Idéologie
Le Parti de la Constitution axe son programme sur quelques grands thèmes :
- l'interdiction de l'avortement, de l'euthanasie et du mariage homosexuel ainsi qu'une limitation très stricte de la pornographie, considérée par le parti comme un fléau pour les valeurs morales traditionnelles[15] ;

- la défense du droit, pour les États, d'employer la peine de mort à l'encontre des individus responsables des crimes les plus graves ;

- la défense du second amendement, c'est-à-dire du droit de détenir et de porter des armes à feu ;

- l'arrêt de l'immigration aux États-Unis, la fermeture des frontières, l'expulsion des clandestins et la construction, sur la frontière avec le Mexique, d'une clôture électrifiée. Le Parti de la Constitution réclame, par ailleurs, l'envoi par la Maison-Blanche de troupes sur la frontière et dans les États du Sud afin de lutter contre ce qu'il nomme une « invasion »[16] ;

- la défense de l'identité nationale américaine, considérée par le parti comme étant avant tout basée sur les valeurs chrétiennes, les valeurs de la civilisation occidentale ainsi que sur les principes renfermés dans la Constitution. Le parti milite aussi en faveur de la reconnaissance de l'anglais comme langue officielle et la suppression des programmes gouvernementaux en langue espagnole ;

- l'abandon de toutes les politiques de discrimination positive ;

- un changement majeur de politique étrangère. Le parti réclame un engagement international minimal des États-Unis sur la scène internationale. Le mouvement s'opposa fortement aux guerres menées par les forces armées des États-Unis ces dernières années (Ex-Yougoslavie, Afghanistan, Irak...) dénonçant l'irrespect de la souveraineté nationale des États tiers pratiqué par la Maison-Blanche. Le Parti de la Constitution milite ainsi en faveur d'un retrait immédiat des troupes américaines déployées à travers le monde et notamment, en Irak. Profondément souverainiste, le parti accorde une importance considérable à la notion de souveraineté nationale et, réclamant le respect par les États-Unis de la souveraineté nationale des autres États, il souhaite aussi que la souveraineté nationale américaine soit respectée. Ainsi, il s'engage en faveur d'un retrait pur et simple des États-Unis des différentes organisations supra-nationales auxquelles ils appartiennent (OTAN, ONU, OMC, FMI...) ;

- la défense de l'économie des États-Unis par la limitation du libre-échange et la mise en place de barrières douanières. Le Parti de la Constitution considère le néolibéralisme et la mondialisation comme des dangers mortels pour les cultures et identités nationales. Il s'oppose ainsi au libre-échange qu'il accuse de détruire l'industrie et l'agriculture américaine et d'avoir fait baisser les salaires des travailleurs américains. Ainsi, le parti demande le retrait immédiat des États-Unis de l'ALENA, le traité de libre-échange nord-américain ;

- une baisse conséquente de la fiscalité que le Parti de la Constitution accuse d'écraser injustement les petites et moyennes entreprises ainsi que les exploitations agricoles familiales.

## Résultats électoraux
Le Parti de la Constitution présente systématiquement un candidat aux élections présidentielles. Néanmoins, le bipartisme du système politique américain l'empêche de jouer un rôle significatif. En 2000, Howard Phillips et Curtis Frazier, officiellement soutenus par le Parti la Constitution, n'obtenait que 0,09 % des suffrages (98 020 voix). En 2004, Michael Peroutka et Chuck Baldwin, les candidats du parti, n'avaient obtenu que 0,12 % des voix soit 143 630 votes.
Avant le congrès réuni au printemps 2008 afin de statuer sur la candidature, les dirigeants du mouvement avaient fait savoir que si Ron Paul n'était pas désigné lors des primaires du Parti républicain, le Parti de la Constitution accepterait de le désigner comme son candidat. Finalement, c'est Chuck Baldwin qui a été investi lors de la convention du 26 avril avec Darrell Castle comme colistier. Il a obtenu 0,15 % des voix,.

### Élections présidentielles
| Année | Candidats            | Candidats           | Voix    | %    |
| Année | Présidence           | Vice-présidence     | Voix    | %    |
| ----- | -------------------- | ------------------- | ------- | ---- |
| 1992  | Howard Phillips      | Albion Knight, Jr.  | 43 369  | 0,04 |
| 1996  | Howard Phillips      | Herb Titus          | 184 820 | 0,19 |
| 2000  | Howard Phillips      | Curtis Frazier      | 98 020  | 0,09 |
| 2004  | Michael Peroutka     | Chuck Baldwin       | 143 630 | 0,12 |
| 2008  | Chuck Baldwin        | Darrell Castle      | 199 314 | 0,15 |
| 2012  | Virgil Goode         | Jim Clymer (ar)     | 122 388 | 0,09 |
| 2016  | Darrell Castle       | Scott Bradley (en)  | 202 979 | 0,15 |
| 2020  | Don Blankenship (en) | William Mohr (en)   | 60 148  | 0,04 |
| 2024  | Randall Terry        | Stephen Broden (en) |         |      |

## Personnalités membres ou proches
- Ezola Broussard Foster
- Pat Buchanan